# ヨハン・エラスムス・キンダーマン
ヨハン・エラスムス・キンダーマン（Johann Erasmus Kindermann 1616年3月26日 - 1655年4月14日）は、ドイツのオルガニスト、作曲家。17世紀前半のニュルンベルク楽派の重要な作曲家である。

## 生涯
キンダーマンはニュルンベルクに生まれた。音楽の学習を始めたのは幼少期であり、15歳になる頃には既にフラウエン教会での日曜午後の礼拝において演奏することを仕事としていた。彼に主な音楽教育を施したのはヨハン・シュターデンである。町の役人からの許可と資金援助を得たキンダーマンは、1634年から1635年にかけて新しい音楽を学ぶべくイタリアに赴いた。イタリア滞在中の出来事については何もわかっていないが、ハンス・レーオ・ハスラーやヨハン・フィリップ・クリーガーなどの他のニュルンベルク楽派の音楽家同様、ヴェネチアを訪れたものと考えられる。1636年1月、キンダーマンは帰国してフラウエン教会の第2オルガニストに就くよう市議会から指示を受けた。1640年にはシュヴェビッシュ＝ハルのオルガニストに就任するが、同年のうちに辞してエジディーン教会（英語版）のオルガニストとなった。この職は聖ゼーバルト教会、聖ローレンツ教会に次いでニュルンベルクで3番目に重要なオルガニスト職であった。
その後没するまでニュルンベルクで過ごしたキンダーマンは、町でも指折りの音楽家、そして最も名高い教育者となっていった。彼の門弟にはアウグスティン・プフレガーがおり、クリーガー兄弟やヨハン・パッヘルベルといったニュルンベルク楽派の最後の世代を育てたハインリヒ・シュヴェンマー、ゲオルク・カスパー・ヴェッカーもキンダーマン門下であった。また、キンダーマンは自作集のみならずジャコモ・カリッシミ、ジローラモ・フレスコバルディ、タルクィニオ・メールラといった作曲家の作品を出版し、ニュルンベルクや南ドイツにおける新たな音楽の普及に貢献した。

## 作品
キンダーマンの現存する楽曲の大半は声楽曲であり、そこには過去の時代の様式からより新しいコンチェルタート技法や通奏低音の使用への移り変わりが映し出されている。また無伴奏の合唱のためのモテットにはじまり、ハインリヒ・シュッツの分節化されたコンチェルト、叙唱と対話の実験に倣った独唱のためのコンチェルトに至るまで様々な技法が試みられている。様々なテクストに基づく200曲余りの歌曲が遺されており、簡潔な詩をテクストとするホモフォニックな楽曲、器楽によるリトルネロを伴う独唱または二重唱と通奏低音のための楽曲などがある。草稿が遺された楽曲の中には、後世の教会カンタータの先駆けとなるような楽曲や、独唱と合唱を対比させたニュルンベルク楽派の大規模な声楽曲の中でも最初期にあたる楽曲がある。
鍵盤楽曲の中では、1645年の『Harmonia Organica』が最も重要な曲集である。25曲の対位法的楽曲から成るこの曲集はおそらく印刷技術を駆使した最初のドイツ音楽であるため、音楽的観点からのみならず、音楽印刷史上においても重要な作品である。最初の14曲は15小節から20小節程度の長さの前奏曲であり、模倣的な語法は現れず、どの曲においても全ての声部が同時に開始する。最初の6曲が全ての教会旋法を扱い、続く6曲が5度下に移調されて繰り返す。曲集の残りの曲は「フーガ」と銘打たれており、純然たるフーガもあれば、コラールの旋律に基づき、あるフレーズが他のフレーズに呼応したり、または第2のフレーズが間奏に使われたりするなどの様々な方法で旋律を扱う楽曲もある。コラールの旋律に基づく特筆すべき三重フーガも存在する。また、コラールフーガの初期の例であり、後年ヨハン・パッヘルベルやヨハン・ゼバスティアン・バッハといったドイツの中心的作曲家たちが多用する際に雛形となった作品もある。『Harmonia Organica』中の最後の楽曲は、始まりと終わりに自由なセクションを設け、本格的な即興演奏を配したマニフィカトへの楽曲である。異なる詩句は異なった扱いを受ける。いくつかは定旋律として、ひとつはフーガ、もうひとつはエコーとするなどして特定の声部に配置されている。その他の現存するキンダーマンの鍵盤楽曲には、ハープシコードのための多数の舞曲がある。
キンダーマンの最も重要な室内楽曲は、おそらく1653年の曲集『Canzoni, sonatae』であろう。ドイツにおいてスコルダトゥーラを使用した、最初期またはそれに近い作品が含まれている。この曲集はハインリヒ・ビーバーの楽曲に先鞭をつけるものとみなすことができる。全ての楽曲がジローラモ・フレスコバルディの作品同様、複数の対比的な部分から構成されている。その他の室内楽曲の多くは木管楽器と弦楽器のために書かれており、ヨハン・シュターデンの作品を範としている。他に失われた室内楽曲集があったこともわかっている。

### 作品一覧
| - Cantiones pathetika, 1639年 - 3 Motetten, in: Friedens-Clag, 1640年 - Deliciae studiosorum, 4 Tle., 1640年, 1642年, 1643年 （器楽曲、一部のみ現存） - Concentus Saomonis, 1642; Dialogus, Mosis Plag, Sünders Klag, Christi Abtrag, 1642年 - Mus. Friedens Seuffzer, 1642年 - Opitianischer Orpheus, 1642年 - Dess Erlösers Christi und sündigen Menschens heylsames Gespräch, 1643年 - 1 Lied, in: Intermedium Musico-Politicum, 1643年 - Musica Catechetica, 1643年 - Mus. Felder- und Wälderfreund, 1643年 - Mus. Herzentrost-Blümlein, 1643年 - Frühlings und Sommer freud, 1645年 | - Harmonia organica, 5 Tle., 1645年 - Lobgesang. Über den Freudenreichen Geb. unseres Herrn und Heylandes Jesu Christi, 1647年 - Weihnachtsgesang, 1647年 - 14 Lieder, in: Mus. Friedens Freud, 1650年 - 22 Lieder, in: Göttliche Liebesflamme, 1651年 - 64 Lieder, in: Erster Teil Herrn J. M. Dilherrns Evangelischer Schlußreimen der Predigen, 1652年 - 56 Lieder, in: Zweiter Teil ... der Predigen, 1652年 - 57 Lieder, in: Dritter Teil ... der Predigen, 1652年 - Neu-verstimmte Violen Lust, 1652; Canzoni. Sonatae, 2 Tle., 1653年 - 3 Stücke, in: Mus. Zeitvertreiber, 1655年 - Sinfonia a cinque - Zahlr. Gelegenheitskompositionen |